# 338 Budrosa
A 338 Budrosa (ideiglenes jelöléssel 1892 F) a Naprendszer kisbolygóövében található aszteroida. Auguste Charlois fedezte fel 1892. szeptember 25-én.